# Histoire des transports en France
En quelques siècles, le système de transport français a beaucoup évolué, successivement par une amélioration du transport hippomobile, maritime et fluvial, puis par l'apparition du chemin de fer au XIXe siècle, enfin par l'apparition au XXe siècle de l'automobile, de l'avion et le développement du transport par conduites (oléoducs et gazoducs).
Au sens large, l'histoire des transports concerne l'évolution des modes de locomotion et de mobilité en France, du vélo à la trottinette, du tramway au train, de l'automobile à l'avion, en fonction de leur invention, de leur évolution technique et de leur signification sociale dans le contexte français. En ce sens, l'histoire des transports est connexe de l'histoire des déplacements.

## Époque romaine

### Transport fluvial et maritime
À l'époque romaine, malgré l'amélioration du réseau de transport routier, le transport maritime et fluvial demeure privilégié pour le transport de personnes et de marchandises à longue distance. Il permet en effet de transporter des quantités nettement plus importantes de marchandises que la route, à des vitesses souvent plus élevées. Cependant, le transport maritime reste essentiellement l'affaire des ports de la Méditerranée comme Marseille.

### Transport routier
Bien qu'un réseau routier existât dans la Gaule pré-Romaine, la conquête romaine de la Gaule (achevée en 52 av.J-C) entraîne la création d'un premier réseau de transport à échelle nationale. À l'instar de ce qui a été fait en Italie, des voies romaines sont en effet créées pour relier les principales villes de la Gaule entre elles et aux autres régions de l'Empire, notamment la ville de Rome.
En -188, la Voie Domitienne (Via Domitia) relie l'Italie du Nord à l'Hispanie en traversant les Alpes et la Narbonnaise ; elle est plus tard doublée de la Voie Aurélienne (Via Aurelia) qui suit le littoral méditerranéen. Mais c'est ensuite la ville de Lugdunum (aujourd'hui Lyon) qui est choisie sous l'Empereur Auguste comme cœur du réseau routier gaulois : le réseau de la Via Agrippa relie ainsi la cité rhodanienne à l'Atlantique (par Saintes), à la Mer du Nord (par Reims), au Rhin (par Trèves) et à la Méditerranée. D'autres voies s'ajoutent à cette étoile, notamment la Via Aquitania reliant Narbonne à Bordeaux, créant ainsi un premier maillage du réseau de transport.

## Ancien Régime

### Transport fluvial

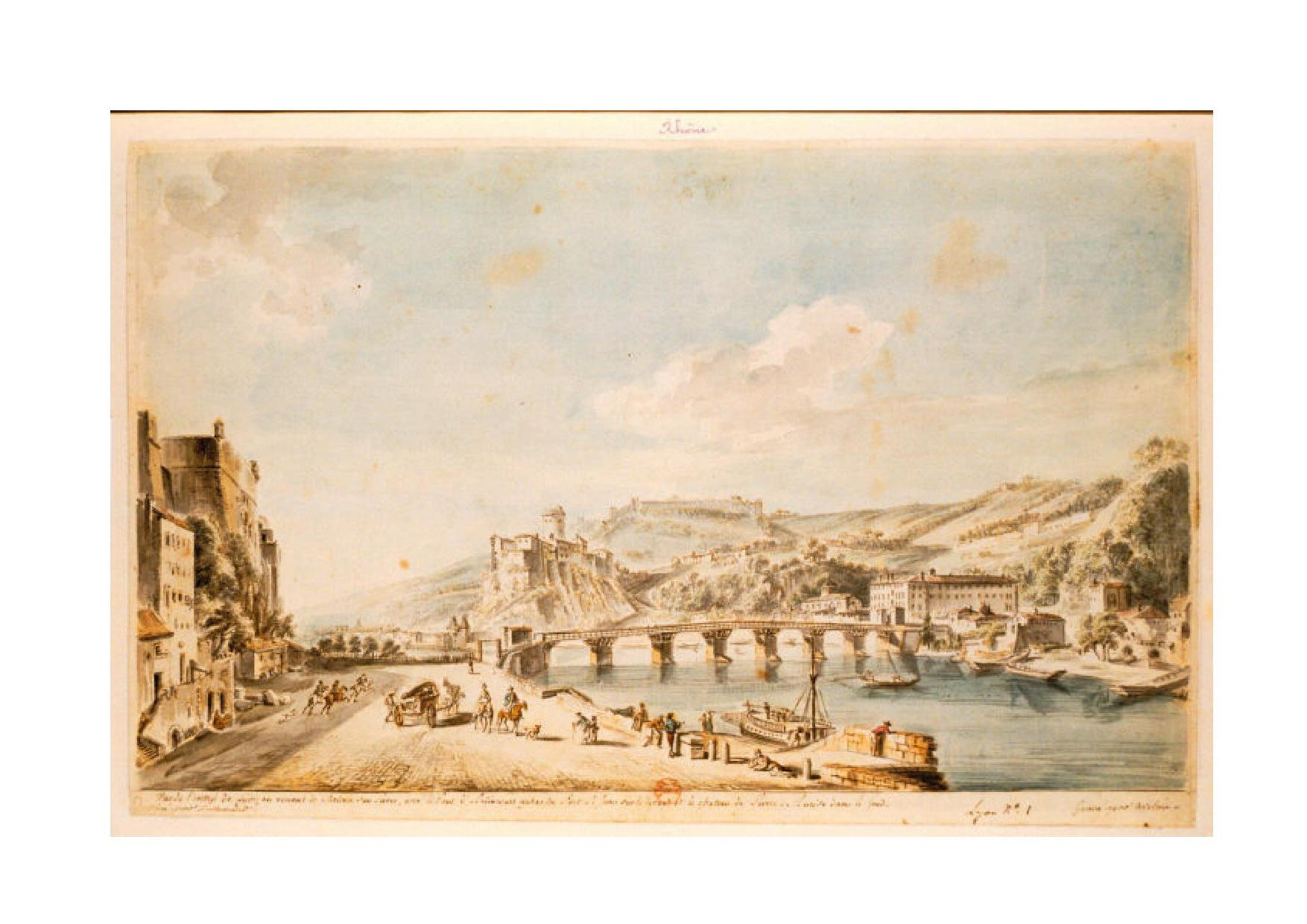
La Saône à Lyon à la hauteur du château de Pierre Scize, lithographie française du XVIII.

Dans le royaume de France, le transport fluvial est grevé par une multitude de péages et douanes intérieures dépendant soit du fisc royal, soit des seigneuries, villes, couvents et autres puissances locales. À partir de Charles VIII, le pouvoir royal s'efforce de réduire leur nombre et de les concentrer entre ses mains. Louis XIII, par deux édits de 1633 et 1635, supprime les péages sur la Seine, la Loire et leurs affluents et, sur les autres cours d'eau, interdit d'en établir de nouveaux ou de restaurer ceux interrompus. Louis XIV, en 1669, proclame toutes les rivières navigables et flottables comme partie du domaine royal ; les péages privés peuvent subsister moyennant le versement d'un vingtième des recettes au trésor royal. On compte encore 3 120 péages dans le royaume en 1724 et 1 600 en 1789 ; il y en a 30 sur le Rhône entre Arles et Lyon, 11 de Lyon à la frontière de Savoie, 18 sur la Saône de Lyon à Auxonne et 7 sur l'Ain. Ils entraînent beaucoup de frais, de retards et de contestations. Ils sont soumis à un régime d'affermage qui rend leur suppression difficile malgré les plaintes des négociants.
Le transport par voie fluviale ou par canal connaît un essor sous la monarchie absolue grâce à la construction de nombreux canaux, notamment dans le nord-est de la France. Le Canal royal du Languedoc (actuel canal du Midi) est ainsi construit à la fin du XVIIe siècle sous la direction de l'ingénieur Pierre-Paul Riquet.

### Transport routier
Entre le XVIIe siècle et le début du XXe siècle, les gens roulaient en carrosse. Le réseau routier français se développe largement au cours du XVIIIe siècle. Le corps des ingénieurs des Ponts et Chaussées, organisé par l'arrêt du 1er février 1716, y a largement contribué, bénéficiant du soutien à la fois du pouvoir royal et des hommes des Lumières comme Condillac, pour qui un développement des transports devait permettre un accroissement des échanges et par là un enrichissement du royaume. Le budget du corps des Ponts et Chaussées est ainsi multiplié par douze au cours du siècle, passant d'une moyenne de 771 200 livres à la fin du XVIIe siècle à 9,4 millions de livres en 1786.
Les routes étaient généralement tracées en ligne droite : c'est pourquoi le XVIIIe siècle connut la construction de grands ouvrages d'art, dont au moins 400 grands ponts.

## XIXesiècle
Évolution de la répartition modale du transport de marchandises en % 
| Périodes | 1841-1844 | 1845-1854 | 1855-1864 | 1865-1874 | 1875-1884 | 1885-1894 | 1895-1904 |
| -------- | --------- | --------- | --------- | --------- | --------- | --------- | --------- |
| Rail     | 2         | 10        | 38        | 57        | 68        | 66        | 68        |
| Fluvial  | 31        | 36        | 27        | 19        | 14        | 19        | 20        |
| Route    | 67        | 54        | 35        | 24        | 18        | 15        | 17        |

### Le transport fluvial
Le réseau de canaux est développé sous la Restauration et la monarchie de Juillet (plan Becquey) car les voies navigables étaient les plus adaptées au transport massif de marchandises avant la création du réseau ferré. Après son apogée vers 1850 suivi d'une période de déclin face à la concurrence ferroviaire dans les années 1860-1870, le transport fluvial est relancé dans les années 1880 par le plan Freycinet de modernisation (mise à un gabarit plus important  d'une partie du réseau) accompagné de la dispense des droits de péage par la loi du 19 février 1880.

## XXesiècle
Évolution de la répartition modale du transport de marchandises en % 
| Périodes | 1905-1913 | 1921-1924 | 1924-1934 | 1935-1938 | 1948 | 1958 | 1968 | 1978 | 1988 | 1994 |
| -------- | --------- | --------- | --------- | --------- | ---- | ---- | ---- | ---- | ---- | ---- |
| Rail     | 72        | 78        | 72        | 61        | 73   | 65   | 55   | 47   | 41   | 31   |
| Fluvial  | 18        | 12        | 13        | 14        | 13   | 15   | 10   | 7    | 4    | 4    |
| Route    | 10        | 10        | 10        | 15        | 14   | 20   | 35   | 46   | 55   | 65   |